# Rhaphidorrhynchium levieri
Rhaphidorrhynchium levieri är en bladmossart som beskrevs av Brotherus 1925. Rhaphidorrhynchium levieri ingår i släktet Rhaphidorrhynchium och familjen Sematophyllaceae. Inga underarter finns listade i Catalogue of Life.